# سونام باجوا
سونام باجوا (به انگلیسی: Sonam Bajwa) (زاده ۱۶ اوت ۱۹۸۹) بازیگر هندی است.
از کارهای معروف او می‌توان به بازی در فیلم [[سوپر سینگ]] اشاره کرد.